# CD2BP2
CD2BP2‏ (CD2 cytoplasmic tail binding protein 2) هوَ بروتين يُشَفر بواسطة جين CD2BP2 في الإنسان.